# Liz McColgan
Liz McColgan (Dundee, Reino Unido, 24 de mayo de 1964) fue una atleta británica, especializada en la prueba de 10000 m en la que llegó a ser campeona mundial en 1991.

## Carrera deportiva
En los |JJ. OO. de Seúl 1988 ganó la medalla de plata en 10000 metros, tras la soviética Olga Bondarenko y por delante de otra soviética Yelena Zhupiyeva (bronce).
Tres años después, en el Mundial de Tokio 1991 ganó la medalla de oro en la misma prueba, con un tiempo de 31:14.31 segundos, llegando a la meta por delante de las chinas Zhong Huandi y Wang Xiuting.